# Liste der Biografien/Jud
Liste der Biografien |
Portal Biografien |
Personensuche
# |
A |
B |
C |
D |
E |
F |
G |
H |
I |
J |
K |
L |
M |
N |
O |
P |
Q |
R |
S |
T |
U |
V |
W |
X |
Y |
Z |
?
 
Ja |
Jb |
Jd |
Je |
Jh |
Ji |
Jj |
Jl |
Jn |
Jm |
Jo |
Jp |
Jr |
Js |
Jt |
Ju |
Jv |
Jw |
Jy
 
Jua |
Jub |
Juc |
Jud |
Jue |
Juf |
Jug |
Juh |
Jui |
Juj |
Juk |
Jul |
Jum |
Jun |
Juo |
Jup |
Jur |
Jus |
Jut |
Juu |
Juv |
Juw |
Jux |
Juy |
Juz
Die Liste der Biografien führt alle Personen auf, die in der deutschsprachigen Wikipedia einen Artikel haben. Dieses ist eine Teilliste mit 169 Einträgen von Personen, deren Namen mit den Buchstaben „Jud“ beginnt.

## Jud
- Jud, Anne (1953–2016), Schweizer Kostümbildnerin und Installationskünstlerin
- Jud, Dominic (* 1988), Schweizer Unihockeyspieler auf der Position des Torhüters
- Jud, Felix (1899–1985), deutscher Buchhändler
- Jud, Jakob (1882–1952), Schweizer Romanist
- Jud, Kevin (* 1992), Schweizer Handballspieler
- Jud, Leo (1482–1542), Schweizer Reformator
- Jud, Valerio (* 2002), Schweizer Snowboarder
- Jud, Waldemar (1943–2018), österreichischer Jurist und Hochschullehrer

### Juda
- Juda al-Charisi, spanisch-jüdischer Autor
- Juda ben Samuel († 1217), jüdischer Schriftgelehrter und Philosoph, Vertreter der Chasside Aschkenas
- Juda II., jüdischer Patriarch
- Juda III., jüdischer Patriarch
- Juda IV., jüdischer Patriarch
- Juda, Adele (1888–1949), österreichische Psychiaterin und Neurologin
- Juda, Annely (1914–2006), deutsche Galeristin
- Juda, Damjan († 1205), Patrizier und Politiker aus dem Stadtstaat Dubrovnik (später Republik Ragusa)
- Juda, Elsbeth (1911–2014), deutsch-britische Fotografin, Publizistin und Kunstsammlerin
- Juda, Hans (1904–1975), deutsch-britischer Wirtschaftsjournalist
- Juda, Juri (* 1983), kasachischer Bahn- und Straßenradrennfahrer
- Judacilius († 90 v. Chr.), General
- Judaeus, Themon, Gelehrter der Universität Paris in der Tradition des Johannes Buridan
- Judah ben Moses Romano, jüdischer Philosoph des Mittelalters
- Judah ben Solomon ha-Kohen, jüdischer Philosoph und Arzt
- Judah, Mel (* 1947), australischer Pokerspieler
- Judah, Robin (1930–2021), britischer Regattasegler
- Judah, Theodore († 1863), US-amerikanischer Eisenbahnbauingenieur
- Judah, Zab (* 1977), US-amerikanischer Boxer
- Judák, Viliam (* 1957), slowakischer Geistlicher, Bischof von Nitra
- Judaken, Jonathan (* 1968), US-amerikanischer Historiker
- Judakow, Suleiman Alexandrowitsch (1916–1990), sowjetisch-usbekischer Komponist
- Judakowa, Marija (* 2006), kasachische Skispringerin
- Judanow, Oleg, russischer Jazzmusiker (Schlagzeug, Perkussion)
- Judas, frühchristlicher Schriftsteller
- Judas Barsabbas, Person im Neuen Testament, Gesandter des Apostelkonzils
- Judas Cyriacus, Patron von Ancona
- Judas der Galiläer, jüdischer Rebell gegen die Römer
- Judas der Sohn des Ezechias, jüdischer Rebell gegen die römische Oberherrschaft
- Judas Iskariot, Jünger Jesu
- Judas Makkabäus († 160 v. Chr.), jüdischer Priester und Anführer des Makkabäeraufstands
- Judas Thaddäus, Jünger Jesu
- Judas, Johann Georg († 1726), Architekt, Hofbaumeister im Kurfürstentum Trier
- Judaschkin, Walentin Abramowitsch (1963–2023), sowjetischer bzw. russischer Modemacher
- Judassin, Leonid Grigorjewitsch (* 1959), israelischer Schachmeister russischer Herkunft
- Juday, Chancey (1871–1944), US-amerikanischer Biologe und Mitbegründer der Limnologie

### Judd
- Judd, Ashley (* 1968), US-amerikanische SchauspielerinAshley Judd (* 1968)

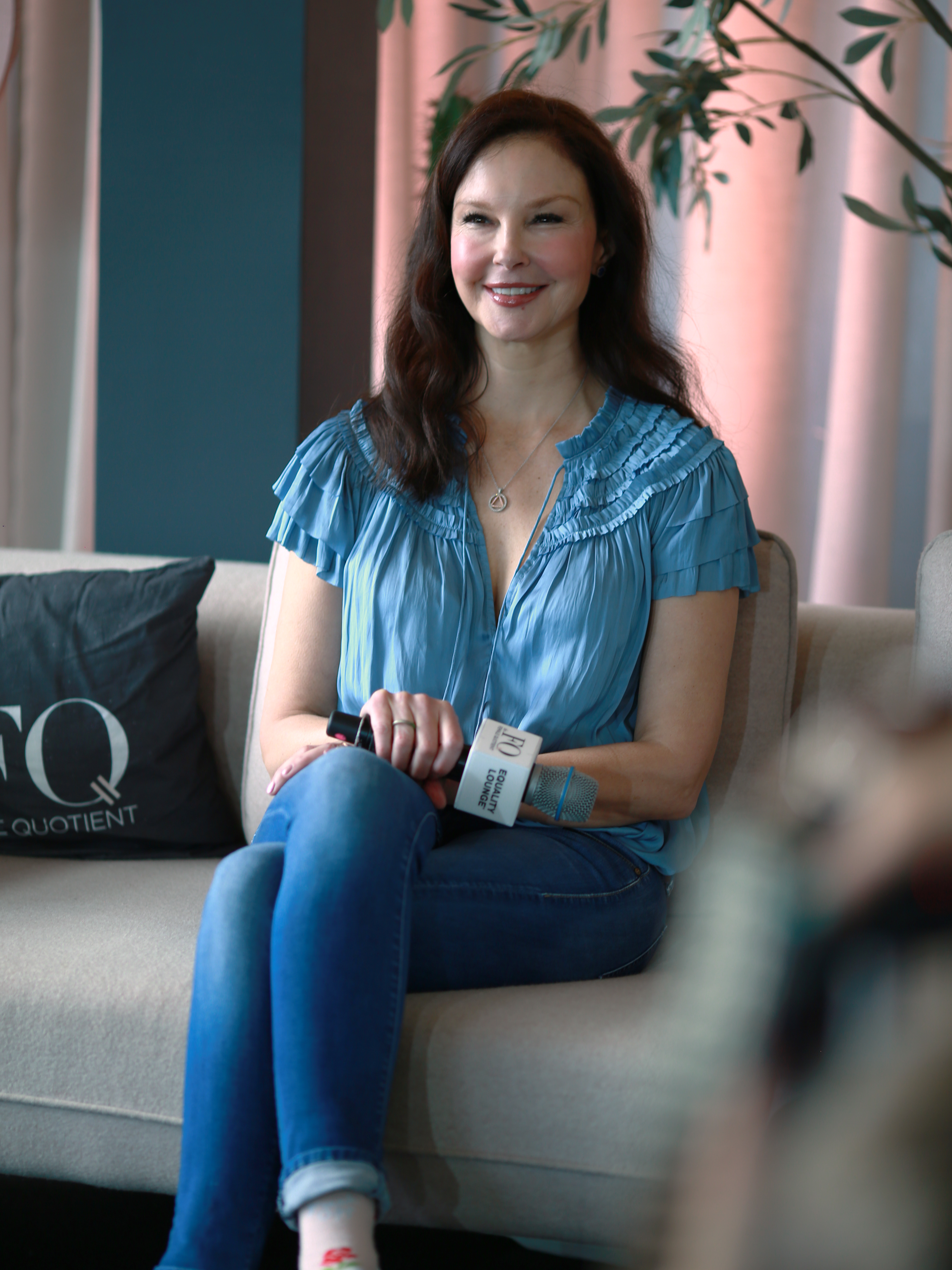
Ashley Judd (* 1968)

- Judd, Charles H. (1873–1946), US-amerikanischer Psychologe
- Judd, Cledus T. (* 1964), US-amerikanischer Country-Sänger und Entertainer
- Judd, Donald (1928–1994), US-amerikanischer Maler, Bildhauer und Architekt
- Judd, Edward (1932–2009), britischer Schauspieler
- Judd, Frank, Baron Judd (1935–2021), britischer Politiker (Labour Party), Mitglied des House of Commons
- Judd, John (* 1942), britischer Rennmotorenkonstrukteur
- Judd, John Wesley (1840–1916), britischer Geologe
- Judd, Lawrence M. (1887–1968), siebter Territorialgouverneur von Hawaii
- Judd, Naomi (1946–2022), US-amerikanische Country-Sängerin, Schauspielerin und AutorinNaomi Judd (1946–2022)

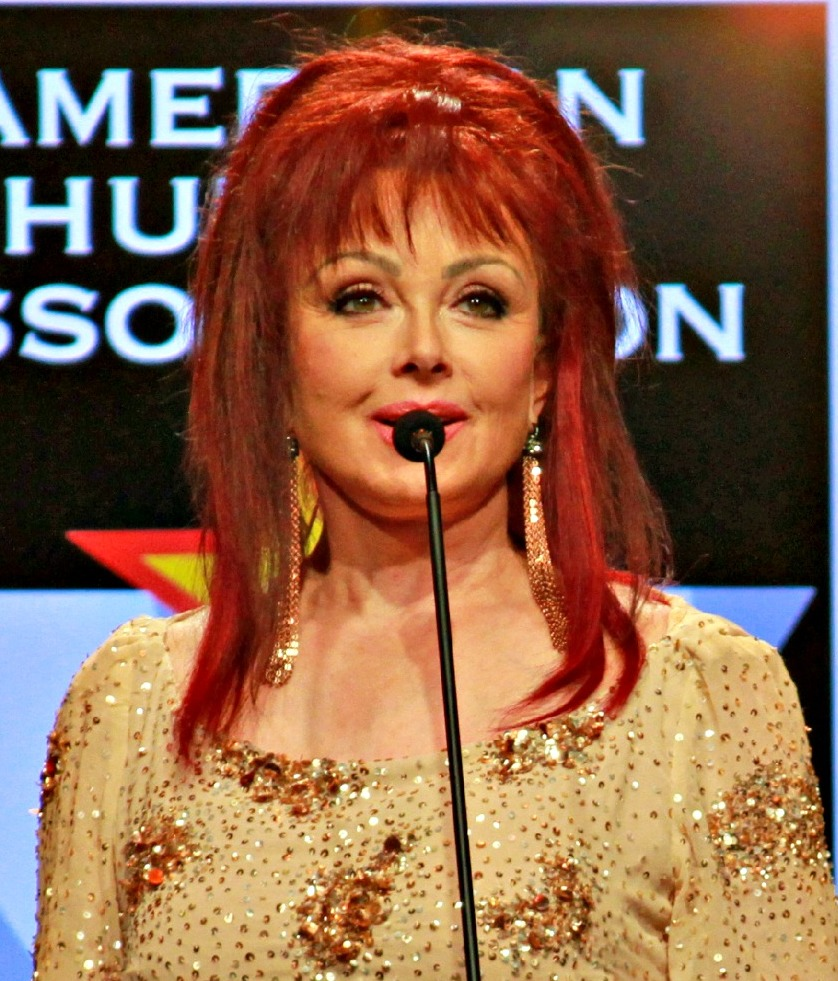
Naomi Judd (1946–2022)

- Judd, Norman B. (1815–1878), US-amerikanischer Politiker
- Judd, Queenie (1886–1951), britische Turnerin
- Judd, Steve (* 1968), englischer Snookerspieler
- Judd, Terence (1957–1979), englischer Pianist
- Judd, Walter Henry (1898–1994), US-amerikanischer Politiker
- Judd, Wynonna (* 1964), US-amerikanische Country-Sängerin

### Jude
- Jude, Norman (1905–1975), australischer Politiker, Abgeordneter und Minister
- Jude, Radu (* 1977), rumänischer Filmregisseur und DrehbuchautorRadu Jude (* 1977)

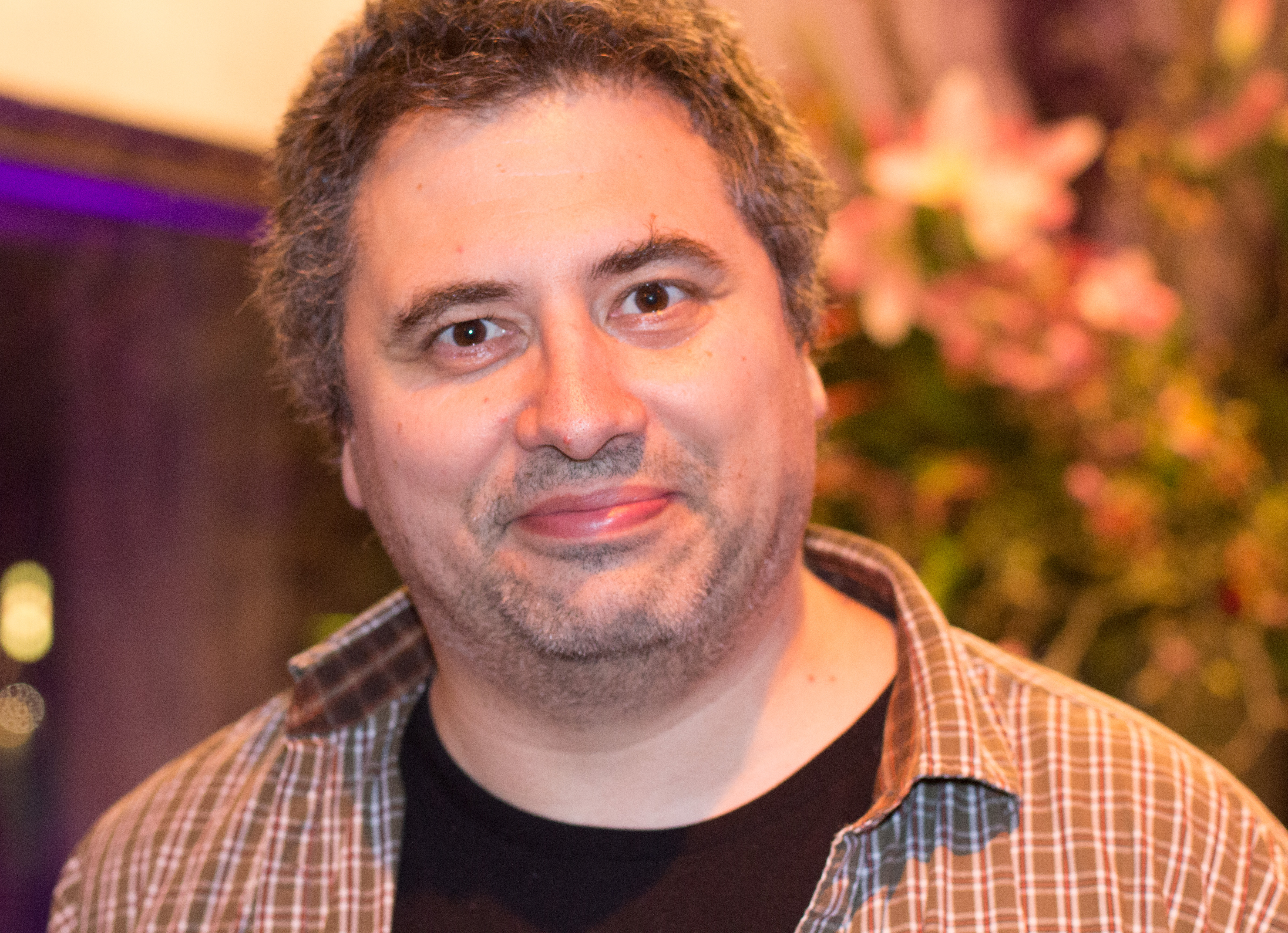
Radu Jude (* 1977)

- Jude, Sela, deutsche Patrizierin und Stifterin eines Beginenkonvents
- Judeich, Edmund (1826–1876), deutscher Advokat, Notar und Schriftsteller
- Judeich, Johann Friedrich (1828–1894), deutscher Forstmann
- Judeich, Walther (1859–1942), deutscher Althistoriker
- Judel, Friedrich (* 1948), deutscher Yachtkonstrukteur
- Jüdel, Max (1845–1910), deutscher Kaufmann, Unternehmer und Mäzen
- Judelevskij, Jakov Lazarevič (1868–1957), Philosoph, Revolutionär und Schriftsteller
- Judels, Charles (1882–1969), niederländisch-amerikanischer Schauspieler
- Jüdels, Isak ben Jehuda (1628–1690), Wilhermsdorfer Buchdrucker
- Judenfeind, Hans, Spruchdichter
- Judenitsch, Nikolai Nikolajewitsch (1862–1933), russischer General
- Judenkönig, Hans († 1526), Lautenspieler
- Judenmann, Josef (1887–1952), deutscher Verwaltungsjurist, Bezirksoberamtmann und Regierungsvizepräsident in der Oberpfalz
- Judenta von Hagenbuch († 1254), dritte thurgauische Äbtissin des Fraumünsters Zürich
- Juderías, Julián (1877–1918), spanischer Soziologe, Historiker, Journalist und Übersetzer
- Judersleben, Georg (1898–1962), deutscher Maler
- Judersleben, Johann Gottlob (1830–1905), preußischer Leutnant
- Judet de la Combe, Pierre (* 1949), französischer Gräzist
- Judet, Robert (1909–1980), französischer Orthopäde und Chirurg
- Judex, Matthäus (1528–1564), lutherischer Theologe und Reformator
- Judež, Dejan (* 1990), slowenischer Skispringer

### Judg
- Judgan, jüdischer Prediger
- Judge Dread (1945–1998), britischer Reggae- und Ska-Musiker
- Judge Jules (* 1966), britischer Techno-DJ
- Judge, Aaron (* 1992), US-amerikanischer Baseballspieler
- Judge, Alan (* 1988), irischer Fußballspieler
- Judge, Arline (1912–1974), US-amerikanische Schauspielerin
- Judge, Ben (* 1983), australischer Snookerspieler
- Judge, Christopher (* 1964), US-amerikanischer SchauspielerChristopher Judge (* 1964)
- Judge, Grace (* 1882), britische Ärztin

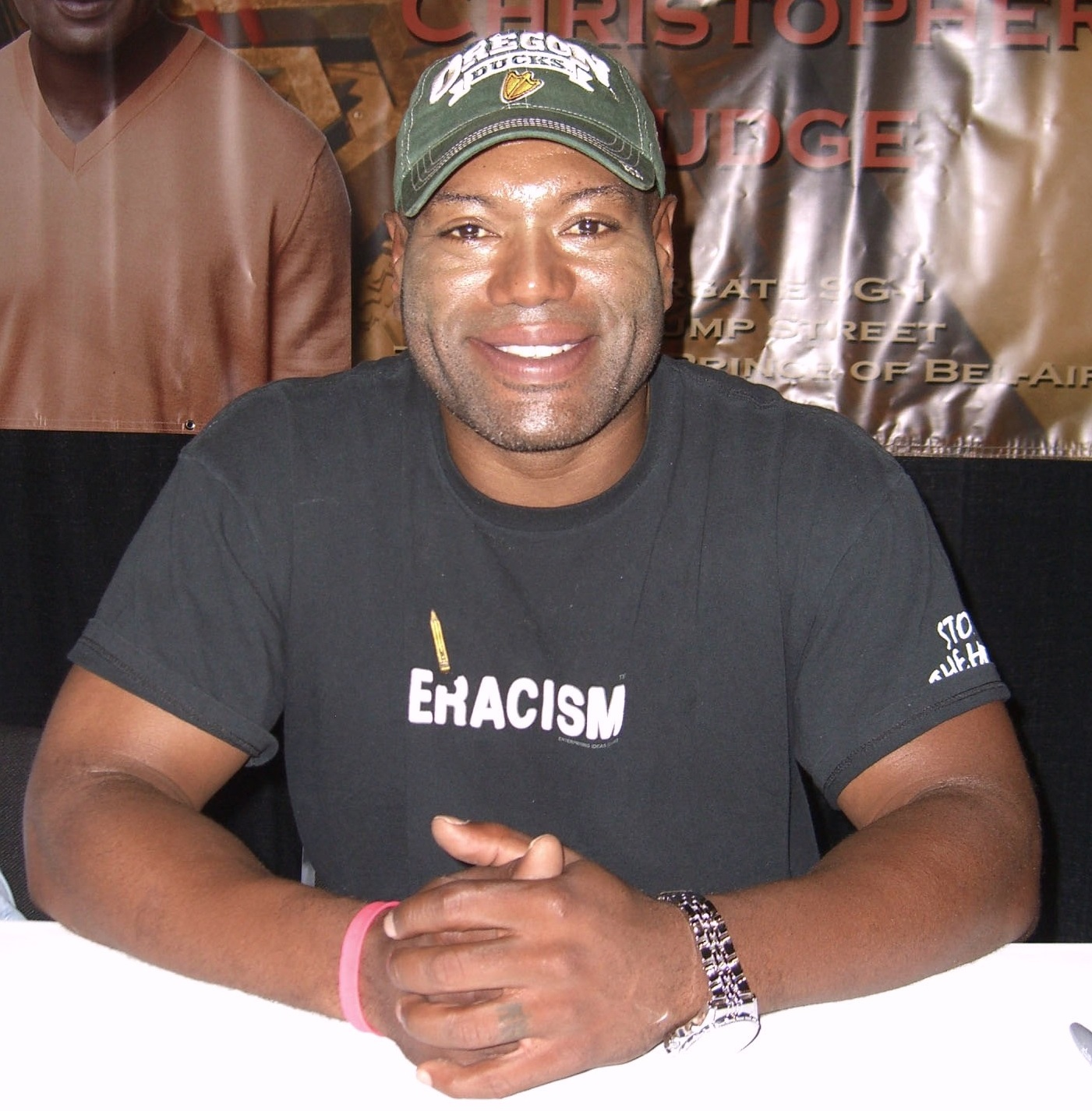
Christopher Judge (* 1964)

- Judge, Igor, Baron Judge (1941–2023), britischer Jurist und Lord Chief Justice of England and Wales
- Judge, Jack (1878–1938), britischer Varieté-Sänger und Komponist
- Judge, James R. (1849–1912), US-amerikanischer Politiker
- Judge, Joe (* 1981), US-amerikanischer American-Football-Trainer
- Judge, Mason (* 2002), US-amerikanischer Fußballspieler
- Judge, Michael (* 1975), irischer Snookerspieler
- Judge, Mike (* 1962), US-amerikanischer ZeichentrickfilmerMike Judge (* 1962)

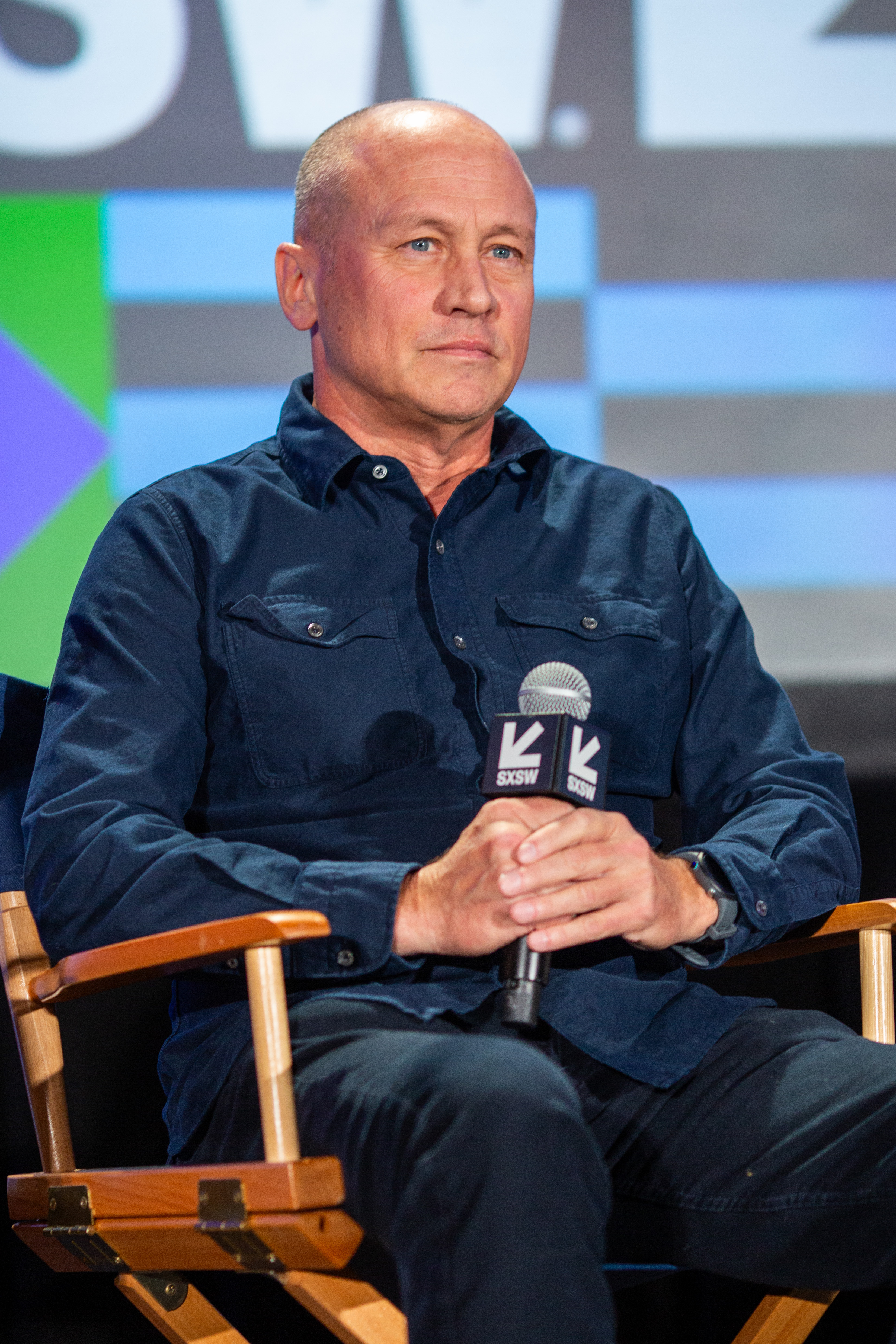
Mike Judge (* 1962)

- Judge, Mychal (1933–2001), römisch-katholischer Priester des Franziskanerordens
- Judge, Oney (1773–1848), Sklavin von George Washington
- Judge, Patty (* 1943), US-amerikanische Politikerin
- Judge, Peter (* 1957), kanadischer Freestyle-Skisportler
- Judge, Thomas Lee (1934–2006), US-amerikanischer Politiker der Demokratischen Partei
- Judge, William Quan (1851–1896), irisch-US-amerikanischer Rechtsanwalt und Theosoph

### Judh
- Judhael de Totnes, normannischer Adliger

### Judi
- Judic, Anna (1850–1911), französische Opernsängerin (Sopran)
- Júdice, Nuno (1949–2024), portugiesischer Lyriker, Schriftsteller und Essayist
- Judichær, Ole (1661–1729), dänischer Admiral und Schiffsbauingenieur
- Judick, Günter (1929–2017), deutscher Historiker
- Judin, Alexander Jurjewitsch (1949–1986), sowjetischer Radrennfahrer
- Judin, Dawid Borissowitsch (1919–2006), russischer Mathematiker
- Judin, Gennadi Wassiljewitsch (1840–1912), russischer Kaufmann, Büchersammler und Mäzen
- Judin, Grigori Borissowitsch (* 1983), russischer Sozialwissenschaftler
- Judin, Lew Alexandrowitsch (1903–1941), russischer Maler des Suprematismus
- Judin, Pawel Fjodorowitsch (1899–1968), sowjetischer Philosoph, Diplomat und Parteifunktionär
- Judin, Sergei Sergejewitsch (1891–1954), russischer Chirurg und Wissenschaftler
- Judina, Jelena Wjatscheslawowna (* 1988), russische Skeletonpilotin
- Judina, Larissa Alexejewna (1945–1998), sowjetische bzw. russische Journalistin
- Judina, Marija Weniaminowna (1899–1970), sowjetische Pianistin und KlavierpädagoginMarija Weniaminowna Judina (1899–1970)

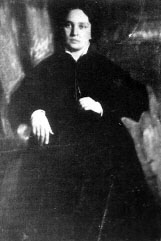
Marija Weniaminowna Judina (1899–1970)

- Judins, Rodions (* 1997), lettischer Snookerspieler
- Judis, Sebastian, deutscher American-Football-Spieler
- Judith, Herzog von Masowien
- Judith (795–843), Gemahlin Ludwigs des FrommenJudith (795–843)

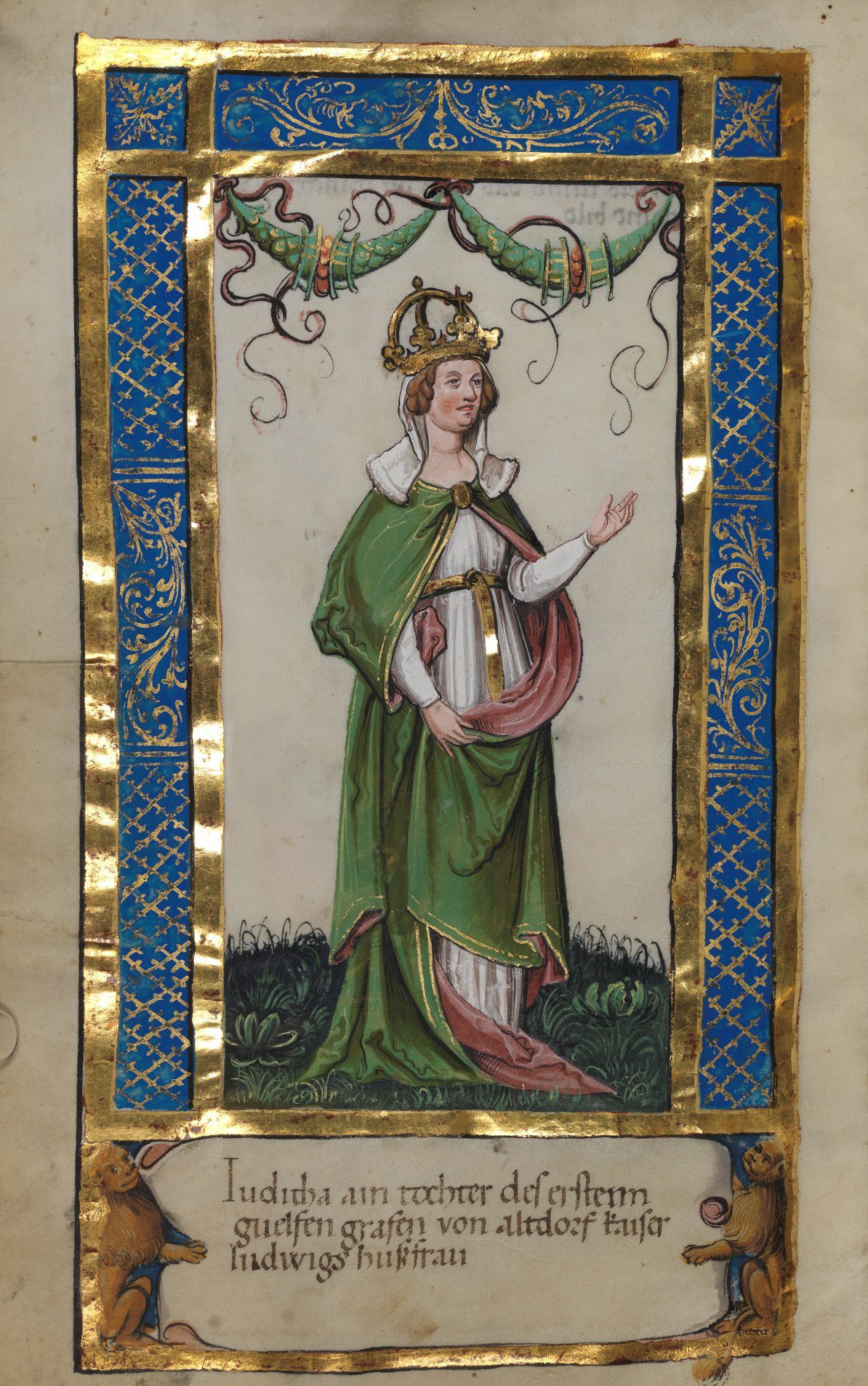
Judith (795–843)

- Judith die Ältere († 1091), deutsche Adlige
- Judith von Babenberg, Markgräfin von Montferrat
- Judith von Backnang, Markgräfin von Baden
- Judith von Baden († 1162), Tochter Hermanns II. von Baden
- Judith von Bayern (* 925), älteste Tochter des Herzogs Arnulf der Böse von Bayern
- Judith von Böhmen († 1086), Tochter des Königs Vratislav II., durch Heirat Herzogin von Polen
- Judith von Bretagne (982–1017), Herzogin von Normandie
- Judith von Flandern († 1094), Gräfin von Northumbria und Herzogin von Bayern; Stifterin der Heiligblut-Reliquie von Weingarten
- Judith von Frankreich, durch Heirat Königin von Wessex und Gräfin von Flandern
- Judith von Friaul, Ehefrau des Herzogs Arnulf I. von Bayern
- Judith von Großpolen, polnische Prinzessin
- Judith von Kärnten († 991), Herzogin von Kärnten
- Judith von Lens (* 1054), Nichte von Wilhelm dem Eroberer und Ehefrau des Waltheof II., Earl of Northumbria
- Judith von Northeim, Äbtissin von Kloster Kemnade und dem Stift Sankt Cyriakus in Eschwege, danach Äbtissin von Kloster Geseke
- Judith von Pihartingen, Stifterin des Klosters Beyharting
- Judith von Polen, Markgräfin von Brandenburg
- Judith von Ringelheim († 1000), Heilige selige Judith
- Judith von Schweinfurt († 1058), Herzogin von BöhmenJudith von Schweinfurt († 1058)

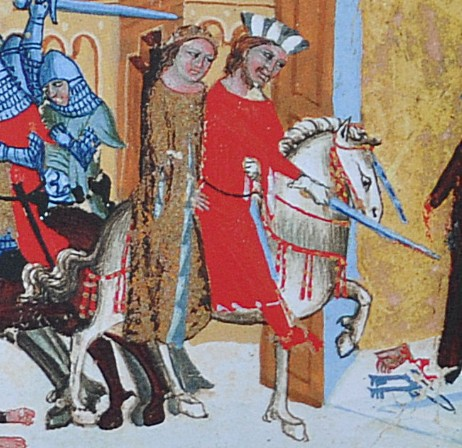
Judith von Schweinfurt († 1058)

- Judith von Thüringen, Tochter des Landgrafen Ludwig I.
- Judith von Ungarn (* 1054), Tochter des Kaisers Heinrich III., durch Heirat Königin von Ungarn und Herzogin von Polen
- Judith Welf, Herzogin von Schwaben
- Judivan (* 1995), brasilianischer Fußballspieler

### Judk
- Judkins, Ron (* 1953), US-amerikanischer Toningenieur und Regisseur
- Judkiwska, Hanna (* 1973), ukrainische Juristin und Richterin am Europäischen Gerichtshof für Menschenrechte

### Judo
- Judon, Matthew (* 1992), US-amerikanischer American-Football-Spieler
- Judowin, Solomon Borissowitsch (1892–1954), belarussischer jüdischer Künstler

### Juds
- Juds, Bernd (1939–2004), deutscher Publizist und Schriftsteller
- Judsenkowa, Wolha (* 1967), belarussische Marathonläuferin
- Judson, Adoniram (1788–1850), US-amerikanischer baptistischer Missionar und Bibelübersetzer
- Judson, Andrew T. (1784–1853), US-amerikanischer Jurist und Politiker
- Judson, Ann Hasseltine (1789–1826), US-amerikanische Missionarin
- Judson, Frederick N. (1845–1919), US-amerikanischer Rechtswissenschaftler und Hochschullehrer
- Judson, Horace Freeland (1931–2011), US-amerikanischer Wissenschaftshistoriker
- Judson, Margaret (* 1985), US-amerikanische Schauspielerin und Journalistin
- Judson, Pieter M. (* 1956), US-amerikanischer Neuzeithistoriker, Hochschullehrer und Autor
- Judson, Sylvia Shaw (1897–1978), US-amerikanische Bildhauerin
- Judson, Tom (* 1960), US-amerikanischer Schauspieler und Komponist
- Judson, Whitcomb (1846–1909), US-amerikanischer Erfinder
- Judson-Yager, Anne (* 1980), US-amerikanische Schauspielerin

### Judt
- Judt, Ewald (* 1950), österreichischer Ökonom
- Judt, Ignacy Maurycy (1875–1923), polnischer Radiologe sowie Ethnologe
- Judt, Juri (* 1986), deutscher FußballspielerJuri Judt (* 1986)

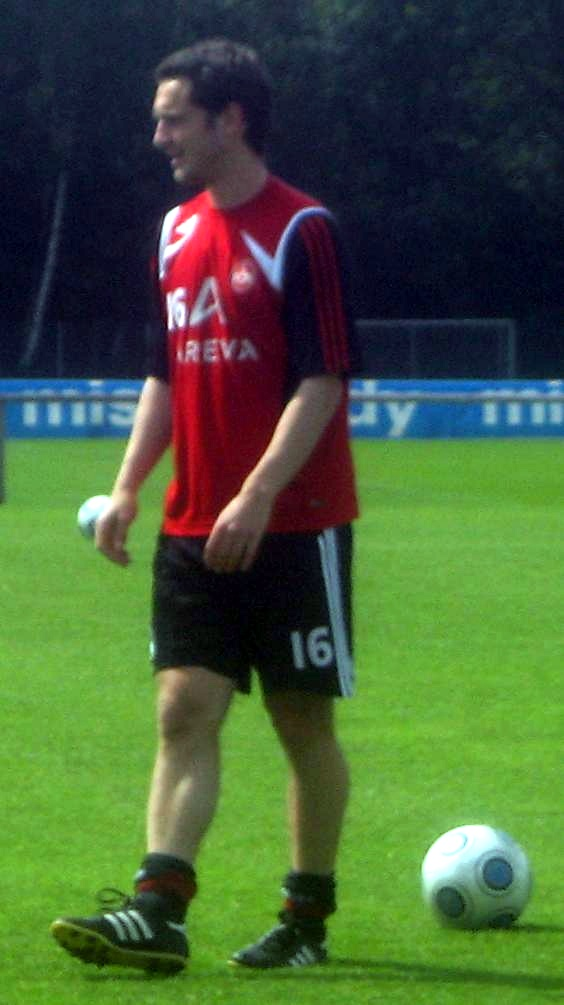
Juri Judt (* 1986)

- Judt, Thorsten (* 1971), deutscher Fußballspieler
- Judt, Tony (1948–2010), britischer Historiker und Autor
- Judtmann, Fritz (1899–1968), österreichischer Architekt und Bühnenbildner